# Саванна (Нью-Йорк)
Саванна (англ. Savannah) — місто (англ. town) в США, в окрузі Вейн штату Нью-Йорк. Населення — 1632 особи (2020).

## Демографія
Згідно з переписом 2010 року, у місті мешкало 1730 осіб у 630 домогосподарствах у складі 430 родин. Було 695 помешкань
Расовий склад населення:
| - 95,4 % — білих - 1,6 % — чорних або афроамериканців - 0,3 % — азіатів - 0,2 % — корінних американців |

До двох чи більше рас належало 1,9 %. Частка іспаномовних становила 4,4 % від усіх жителів.
За віковим діапазоном населення розподілялося таким чином: 25,8 % — особи молодші 18 років, 59,2 % — особи у віці 18—64 років, 15,0 % — особи у віці 65 років та старші. Медіана віку мешканця становила 39,7 року. На 100 осіб жіночої статі у місті припадало 99,1 чоловіків;  на 100 жінок у віці від 18 років та старших — 102,4 чоловіків також старших 18 років.
Середній дохід на одне домашнє господарство  становив 60 016 доларів США (медіана — 49 722), а середній дохід на одну сім'ю — 67 904 долари (медіана — 58 636). Медіана доходів становила 42 917 доларів для чоловіків та 36 429 доларів для жінок. За межею бідності перебувало 9,7 % осіб, у тому числі 10,9 % дітей у віці до 18 років та 15,2 % осіб у віці 65 років та старших.
Цивільне працевлаштоване населення становило 637 осіб. Основні галузі зайнятості: освіта, охорона здоров'я та соціальна допомога — 24,2 %, виробництво — 22,9 %, роздрібна торгівля — 14,8 %, будівництво — 12,1 %.